# Технологічна система
Технологі́чна систе́ма (англ. process systems; нім. technologische Systeme n pl) — це сукупність функціонально пов'язаних засобів технологічного оснащення, предметів виробництва та виконавців для виконання в регламентованих умовах виробництва заданих технологічних процесів і операцій.
До технологічного оснащення системи включають обладнання, яке забезпечує основний технологічний процес. До предметів виробництва відносять: матеріал, заготовку, напівфабрикат і виріб, що перебувають відповідно до технологічного процесу, який виконується, у стадії зберігання, транспортування, формоутворення, обробки, складання, ремонту, контролю та випробувань. До регламентованих умов виробництва відносять: регулярність надходження предметів виробництва, параметри енергопостачання, стан довкілля тощо.
Технологічні системи поділяють на дві групи:
- апаратні технологічні системи АТС;
- машинні технологічні системи МТС.
В апаратних технологічних системах робоча зона є закритою та ізольованою від зовнішнього середовища. Технологічний процес в АТС протікає в закритій порожнині корпусу апарата, де створюються спеціальні умови: тиск або розрідження, висока чи низька температура, дія хімічно активного середовища на продукт, що переробляється тощо.
У машинних технологічних системах робоча зона є відкритою та неізольованою від зовнішнього середовища, тобто атмосфери, а сам технологічний процес протікає в умовах довкілля. Залежно від потужності встановленого двигуна машинні
технологічні системи поділяють на:
- малопотужні (до 1,0 кВт);
- середньої потужності (1,0…50,0 кВт);
- великої потужності (понад 50,0 кВт).
Структурну схему технічної системи можна
представити у вигляді піраміди, основою якої
є підсистема робочого руху, а на вершині розташовано
підсистему керування.
На початку ХХІ ст. на створення підсистеми керування витрачається
до 80 % ресурсів, а на підсистему робочого руху — порядка 5 %. Решта витрачається на підсистеми
допоміжного призначення. Слід зазначити, що 50 років
тому на підсистему керування ці витрати становили не
більше 20 %.
Підсистеми робочого руху та керування є основними
технічними об'єктами, без яких існування технологічної
технічної системи не можливе. Інші підсистеми виконують
допоміжні функції та слугують для збільшення надійності, підвищення ефективності та розширення технологічних
можливостей технологічної технічної системи, тобто
технологічної машини.
Підсистема керування у своєму складі, окрім апаратури
та засобів керування, може містити інформаційні машини, що здатні керувати усіма технічними об'єктами
технологічної технічної системи. А також, залежно від
специфічних вимог виконуваної технологічної операції, програмувати алгоритм дії всіх підсистем технологічної
машини, змінюючи за необхідністю траєкторію та
послідовність руху робочих органів у межах технологічних
можливостей машини.
Приклади:
При шахтному видобутку корисних копалин, це технологічні системи проходки і виймання корисної копалини у вибоях, а також транспортування гірничої маси на поверхню. У збагаченні корисних копалин це устаткування підготовчих, основних та допоміжних процесів на збагачувальних фабриках. На шельфовому устаткуванні С.т. включає устаткування для охолодження, підігрівання і сепарації продукції свердловини, а також для стискування, транспортування й оброблення нафти безпосередньо на шельфі, напр., дегідратації. На шельфових устаткованнях встановлюють три головні групи систем — технологічні, загального призначення і життєзабезпечення.